# Плава сеница
Плава сеница (лат. Cyanistes caeruleus или Parus caeruleus) врста је птице певачице из породице сеница (Paridae). Ова птица је лако препознатљива по својим плавим и жутим перјем. Плаве сенице се углавном хране инсектима и пауковима. Изван сезоне парења, хране се и семењем и другом биљном храном.

## Подврсте
Данас постоји барем девет подврста плаве сенице:
- – (Linnaeus, 1758): номинална подврста, живи у континенталној Европи до северне Шпаније, Сицилије, северне Турске и северног Урала
- – (Pražák, 1894): Ирска, Бритнија и Каналска острва[5]
- – (Hartert, 1905): Португал, јужна Шпанија, Корзика и Сардинија
- – (von Jordans, 1913): острво Мајорка (Балеарска острва)
- – (Parrot, 1908): јужна Грчка, Пелопонез, Киклади, Крит и Родос
- – (Zarudny & Loudon, 1905): јужни делове европске Русије (долина реке Волге до централног и јужног Урала)
- – (Zarudny, 1908): Кримско полуострво, Кавказ, Закавказје и северозападни Иран до источне Турске
- – (Zarudny, 1908): северни Иран
- – (Blanford, 1873): планине Загрос

## Галерија
- Подврста афричке плаве сенице
- Подврста афричке плаве сенице
- Глава плаве сенице
- Плава сеница на грани дрвета
- Јаја плаве сенице (Cyanistes caeruleus)